# Sindumin

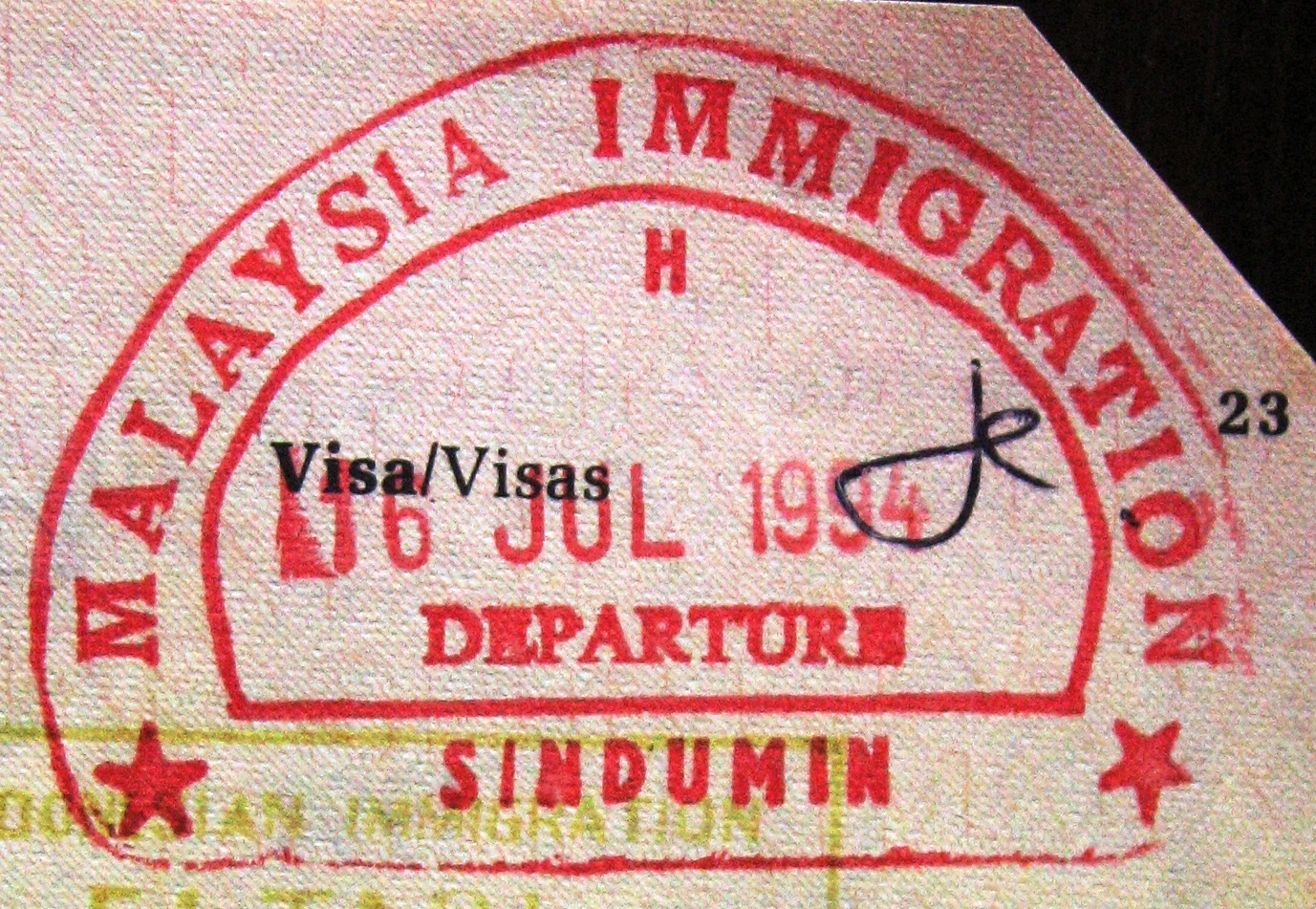
Stempel der Grenzstation Sindumin

Sindumin, bis in die 1960er Jahre bekannt als Mengalong, ist eine Kleinstadt in Sabah, Malaysia. Sie liegt 144 Kilometer südlich der Hauptstadt Kota Kinabalu und ist Teil des Distrikt Sipitang im Gebiet Interior Division. Das an der Brunei Bay gelegene Sindumin grenzt an den malaysischen Bundesstaat Sarawak.

## Geschichte
Bis ins Jahr 1900 markierte der Fluss Sungai Sipitang die Grenze zwischen Britisch Nord Borneo und dem Sultanat von Brunei. Der Landerwerb zwischen den Flüssen Sungai Sipitang und Sungai Trusan im Jahr 1901 hatte die Errichtung eines Verwaltungsbüros in Sipitang unter dem Namen Province Clarke (benannt nach Sir Andrew Clarke) zur Folge. Der Hauptzweck dieses Verwaltungspostens war in erster Linie dem geplanten Erwerb weiterer Territorien geschuldet. Allerdings führten verschiedene Probleme zur Rückgabe einiger Ländereien, so dass die Demarkationslinie zu Sarawak schließlich auf den noch heute gültigen Grenzverlauf bei Sindumin gelegt wurde.

## Stadt
Die Kleinstadt erstreckt sich über eine Fläche von 52 Hektar.

## Grenzstation
Sindumin liegt an der Fernstraße A2 (Pan Borneo Highway) und ist gleichzeitig Grenzstation für die Ein- und Ausreise nach Sarawak.